# Ammophila wrightii
Ammophila wrightii es una especie de avispa del género Ammophila, familia Sphecidae.

## Taxonomía
Fue descrito por primera vez en 1868 por Cresson.